# Вердегріс (Оклахома)
Вердегріс (англ. Verdigris) — місто (англ. town) в США, в окрузі Роджерс штату Оклахома. Населення — 5256 осіб (2020).

## Географія
Вердегріс розташований за координатами 36°18′48″ пн. ш. 95°36′38″ зх. д. / 36.31333° пн. ш. 95.61056° зх. д. (36.313216, -95.610625).  За даними Бюро перепису населення США в 2010 році місто мало площу 37,62 км², з яких 36,95 км² — суходіл та 0,67 км² — водойми.

## Демографія
Згідно з переписом 2010 року, у місті мешкала 18 581 особа в 7224 домогосподарствах у складі 4559 родин. Густота населення становила 494 особи/км².  Було 7913 помешкання (210/км²).
Расовий склад населення:
| - 71,1 % — білих - 15,9 % — корінних американців - 2,1 % — чорних або афроамериканців - 0,6 % — азіатів - 0,1 % — вихідців з тихоокеанських островів - 1,7 % — осіб інших рас |

До двох чи більше рас належало 8,5 %. Частка іспаномовних становила 5,0 % від усіх жителів.
За віковим діапазоном населення розподілялося таким чином: 24,5 % — особи молодші 18 років, 58,9 % — особи у віці 18—64 років, 16,6 % — особи у віці 65 років та старші. Медіана віку мешканця становила 34,7 року. На 100 осіб жіночої статі у місті припадало 91,2 чоловіків;  на 100 жінок у віці від 18 років та старших — 89,6 чоловіків також старших 18 років.
Середній дохід на одне домашнє господарство  становив 51 354 долари США (медіана — 40 559), а середній дохід на одну сім'ю — 61 934 долари (медіана — 51 664). Медіана доходів становила 40 239 доларів для чоловіків та 32 217 доларів для жінок. За межею бідності перебувало 16,5 % осіб, у тому числі 21,3 % дітей у віці до 18 років та 10,5 % осіб у віці 65 років та старших.
Цивільне працевлаштоване населення становило 8322 особи. Основні галузі зайнятості: освіта, охорона здоров'я та соціальна допомога — 25,4 %, виробництво — 15,2 %, мистецтво, розваги та відпочинок — 13,0 %, роздрібна торгівля — 12,4 %.